# Yoshihito Nishioka
Yoshihito Nishioka (Japans: 西岡 良仁, Nishioka Yoshihito) (Tsu, 27 september 1995) is een Japans tennisspeler. Hij heeft één ATP-toernooi gewonnen. Hij heeft ook vijf challengers in het enkelspel op zijn naam staan.

## Palmares enkelspel
| Legenda                       | Legenda               |
| ----------------------------- | --------------------- |
| Grand Slam                    |                       |
| Olympische Spelen             |                       |
| tot 2009                      | vanaf 2009            |
| Tennis Masters Cup            | ATP Finals            |
| ATP Masters Series            | ATP Tour Masters 1000 |
| ATP International Series Gold | ATP Tour 500          |
| ATP International Series      | ATP Tour 250          |

| Nr.                  | Datum             | Toernooi         | Ondergrond    | Tegenstander in finale | Score               | Details |
| -------------------- | ----------------- | ---------------- | ------------- | ---------------------- | ------------------- | ------- |
| Gewonnen finales     |                   |                  |               |                        |                     |         |
| 1.                   | 2 september 2018  | ATP Shenzhen     | Hardcourt     | Pierre-Hugues Herbert  | 7-5, 2-6, 6-4       | Details |
| 2.                   | 2 oktober 2022    | ATP Seoel        | Hardcourt     | Denis Shapovalov       | 6–4, 7–6(5)         | Details |
| Verloren finales     |                   |                  |               |                        |                     |         |
| 1.                   | 23 februari 2020  | ATP Delray Beach | Hardcourt     | Reilly Opelka          | 5-7, 7-6(4), 2-6    | Details |
| 2.                   | 7 augustus 2022   | ATP Washington   | Hardcourt     | Nick Kyrgios           | 4–6, 3–6            | Details |
| 3.                   | 26 september 2023 | ATP Zhuhai       | Hardcourt     | Karen Chatsjanov       | 6-7(2), 1-6         | Details |
| Gewonnen challengers |                   |                  |               |                        |                     |         |
| 1.                   | 2 september 2014  | Shanghai         | Hardcourt     | Somdev Devvarman       | 6-4, 6-7(5), 7-6(3) |         |
| 2.                   | 29 november 2015  | Toyota           | Tapijt (i)    | Aleksandr Koedrjavtsev | 6-3, 6-4            |         |
| 3.                   | 9 juli 2016       | Winnetka         | Hardcourt     | Frances Tiafoe         | 6-3, 6-2            |         |
| 4.                   | 26 november 2016  | Astana           | Hardcourt (i) | Denis Istomin          | 6-4, 6-7(4), 7-6(3) |         |
| 5.                   | 13 mei 2018       | Gimcheon         | Hardcourt     | Vasek Pospisil         | 6-4, 7-5            |         |

## Resultaten grote toernooien
| Legenda | Legenda                          |
| ------- | -------------------------------- |
| g.t.    | geen toernooi gehouden           |
| l.c.    | lagere categorie                 |
| –       | niet deelgenomen                 |
| G       | uitgeschakeld in de groepsfase   |
| 1R      | uitgeschakeld in de eerste ronde |
| 2R      | uitgeschakeld in de tweede ronde |
| 3R      | uitgeschakeld in de derde ronde  |
| 4R      | uitgeschakeld in de vierde ronde |
| KF      | uitgeschakeld in de kwartfinale  |
| HF      | uitgeschakeld in de halve finale |
| F       | de finale verloren               |
| W       | het toernooi gewonnen            |
| w-v     | winst/verlies-balans             |

### Enkelspel
| toernooi             | 2014 | 2015 | 2016 | 2017 | 2018 | 2019 | 2020 | 2021 | 2022 | 2023 | 2024 |
| -------------------- | ---- | ---- | ---- | ---- | ---- | ---- | ---- | ---- | ---- | ---- | ---- |
| grandslamtoernooien  |      |      |      |      |      |      |      |      |      |      |      |
| Australian Open      | –    | –    | 1R   | 1R   | 2R   | 2R   | 3R   | 1R   | 1R   | 3R   |      |
| Roland Garros        | –    | 1R   | –    | –    | 1R   | 2R   | 2R   | 2R   | 1R   | 4R   |      |
| Wimbledon            | –    | –    | 1R   | –    | 1R   | 1R   | g.t. | 2R   | 1R   | 1R   |      |
| US Open              | 1R   | 2R   | 1R   | –    | 1R   | 2R   | 1R   | 1R   | 1R   | 1R   |      |
| ATP Masters 1000     |      |      |      |      |      |      |      |      |      |      |      |
| Indian Wells         | –    | –    | –    | 4R   | 1R   | 4R   | g.t. | 2R   | –    | 2R   |      |
| Miami                | –    | –    | 3R   | 2R   | 2R   | –    | g.t. | 1R   | 3R   | 2R   |      |
| Monte Carlo          | –    | –    | –    | –    | –    | –    | g.t. | –    | –    | –    |      |
| Madrid               | –    | –    | –    | –    | –    | –    | g.t. | 2R   | –    | 3R   |      |
| Rome                 | –    | –    | –    | –    | –    | 1R   | 2R   | 1R   | –    | 2R   |      |
| Montreal/Toronto     | –    | –    | –    | –    | 1R   | –    | g.t. | 1R   | 2R   | 1R   |      |
| Cincinnati           | –    | –    | –    | –    | –    | KF   | –    | 1R   | –    | 2R   |      |
| Shanghai             | –    | –    | –    | –    | –    | –    | g.t. | g.t. | g.t. | 2R   |      |
| Parijs               | –    | –    | –    | –    | –    | 1R   | 2R   | –    | 2R   | 2R   |      |
| olympisch            |      |      |      |      |      |      |      |      |      |      |      |
| Olympische Spelen    | g.t. | g.t. | –    | g.t. | g.t. | g.t. | g.t. | 1R   | g.t. | g.t. |      |
| statistieken         |      |      |      |      |      |      |      |      |      |      |      |
| totaal aantal titels | 0    | 0    | 0    | 0    | 1    | 0    | 0    | 0    | 1    | 0    | 0    |
| eindejaarsranking    | 166  | 117  | 100  | 166  | 75   | 73   | 56   | 80   | 36   | 47   |      |

### Dubbelspel
| grandslamtoernooien  |      |      |      |      |      |      |   |
| Australian Open      | 1R   | –    | –    | 1R   | 1R   | 2R   |   |
| Roland Garros        | 1R   | 2R   | 1R   | 2R   | –    | –    |   |
| Wimbledon            | 1R   | –    | g.t. | 1R   | –    | –    |   |
| US Open              | 2R   | –    | –    | –    | 2R   | 2R   |   |
| ATP Masters 1000     |      |      |      |      |      |      |   |
| Indian Wells         | –    | –    | g.t. | –    | –    | –    |   |
| Miami                | –    | –    | g.t. | –    | –    | –    |   |
| Monte Carlo          | –    | –    | g.t. | –    | –    | –    |   |
| Madrid               | –    | –    | g.t. | –    | –    | –    |   |
| Rome                 | –    | –    | –    | –    | –    | –    |   |
| Montreal/Toronto     | –    | –    | g.t. | –    | –    | –    |   |
| Cincinnati           | –    | –    | –    | –    | –    | –    |   |
| Shanghai             | –    | –    | g.t. | g.t. | g.t. | –    |   |
| Parijs               | –    | –    | –    | –    | –    | –    |   |
| olympisch            |      |      |      |      |      |      |   |
| Olympische Spelen    | g.t. | g.t. | g.t. | 1R   | g.t. | g.t. |   |
| statistieken         |      |      |      |      |      |      |   |
| totaal aantal titels | 0    | 0    | 0    | 0    | 0    | 0    | 0 |
| eindejaarsranking    | 338  | 298  | 498  | 347  | 348  | 248  |   |